# Tito Quinzio Peno Cincinnato
Tito Quinzio Peno Cincinnato, in latino Titus Quinctius Pennus Cincinnatus (Roma, ... – ...; fl. V secolo a.C.), appartenente alla gens Quintia. Era il figlio più giovane di Cincinnato e fratello di Cesone Quinzio e Lucio Quinzio Cincinnato.

## Primo consolato
Fu eletto console la prima volta nel 431 a.C. con Gneo Giulio Mentone.
In quel tempo i Volsci e gli Equi attaccarono nuovamente i romani e si accamparono sul Monte Algido. Il senato, temendo il disaccordo tra i due consoli, decise affidare la campagna militare a un dittatore, la cui scelta fu affidata a Peno Cincinnato, che nominò suo genero Aulo Postumio Tuberto che aveva fama di comandante severo e risoluto.
Postumio affidò la difesa della città a Gneo Giulio, ed il comando di uno dei due eserciti romani a Peno Cincinnato; così disposti i romani mossero contro i nemici sconfiggendoli sonoramente.

## Secondo consolato
Tito Quinzio Peno Cincinnato divenne console una seconda volta nel 428 a.C. insieme a Aulo Cornelio Cosso.
Durante il consolato Roma fu colpità dall'ennesima carestia, cui seguirono casi di pestilenza, che favorì la diffusione di riti superstiziosi in città.
(Tito Livo, Ab Urbe condita, IV, 2, 30)
Infine si registrarono razzie ad opera dei Veienti, a cui si decise di rispondere l'anno successivo.

## Tribunato consolare
Nel 426 a.C. fu nominato tribuno consolare con Gaio Furio Pacilo Fuso, Marco Postumio Albino Regillense e Aulo Cornelio Cosso , con il compito di condurre la guerra contro Veio.
Effettuata la leva, mentre i primi tre conducevano l'esercito in territorio etrusco, Aulo Cornelio Cosso rimaneva a guardia della città. Lo scontro ebbe esito negativo per i romani, soprattutto per l'incapacità dei tre tribuni di coordinare le proprie azioni.
A Roma la notizia della sconfitta fu accolta con terrore, tanto che il senato decise di nominare un dittatore, ricorrendo per la terza volta a Mamerco Emilio Mamercino.
In qualità di Legatus Cincinnato supportò  il dittatore nella vittoria contro  Veio e Fidene. Successivamente venne portato in giudizio per il suo cattivo comportamento nei confronti dei Veientani, ma fu assolto per i suoi buoni servizi sotto i dittatori Postumio ed Emilio.